# José Rodríguez
José Rodríguez, född den 28 mars 1958, är en kubansk judoutövare.
Han tog OS-silver i herrarnas extra lättvikt i samband med de olympiska judotävlingarna 1980 i Moskva.